# Giro dell'Appennino 1980
Il Giro dell'Appennino 1980, quarantunesima edizione della corsa, si svolse il 27 aprile 1980, su un percorso di 254 km. La vittoria fu appannaggio dell'italiano Gianbattista Baronchelli, che completò il percorso in 6h31'45", precedendo i connazionali Mario Beccia e Alfio Vandi. Per l'atleta bergamasco si trattò della quarta vittoria consecutiva al Giro dell'Appennino.
I corridori che partirono furono 63, mentre coloro che tagliarono il traguardo di Pontedecimo furono 32.

## Ordine d'arrivo (Top 10)
| Pos. | Corridore                | Squadra              | Tempo    |
| ---- | ------------------------ | -------------------- | -------- |
| 1    | Gianbattista Baronchelli | Bianchi-Piaggio      | 6h31'45" |
| 2    | Mario Beccia             | Hoonved-Bottecchia   | s.t.     |
| 3    | Alfio Vandi              | Famcucine-Campagnolo | s.t.     |
| 4    | Giovanni Battaglin       | Inoxpran             | s.t.     |
| 5    | Glauco Santoni           | Famcucine-Campagnolo | s.t.     |
| 6    | Francesco Masi           | San Giacomo-Benotto  | s.t.     |
| 7    | Alessandro Pozzi         | Bianchi-Piaggio      | a 6"     |
| 8    | Ennio Vanotti            | Bianchi-Piaggio      | a 10"    |
| 9    | Marino Amadori           | Magniflex-Olmo       | a 1'45"  |
| 10   | Bernt Johansson          | Magniflex-Olmo       | s.t.     |